# Makran (stato)
Lo Stato di Makran (detto anche semplicemente Makran) fu uno stato principesco del subcontinente indiano, avente per capitale la città di Turbat.

## Storia
Lo stato era collocato nell'estremità sudoccidentale dell'attuale Pakistan, un'area oggi occupata dai distretti di Gwadar, Kech e Panjgur. Lo stato non includeva l'enclave di Gwadar che rimase sotto la sovranità del Sultanato di Mascate e Oman sino al 1958.
Lo stato di Makran venne fondato nel XVIII secolo da dei serdar locali della famiglia di Gichki Baloch. Questi rimasero principi sovrani sino al 1948. Il 17 marzo 1948, Makran entrò a far parte del Pakistan, ed il 3 ottobre 1952 aderì al Kalat, al Kharan ed al Las Bela per formare l'Unione degli Stati del Belucistan. Ad ogni modo, Mir Bai Khan Gichki, ultimo regnante dello stato principesco del Makran al momento dell'ingresso nel Pakistan dichiarò apertamente:
Lo stato venne ufficialmente dissolto il 14 ottobre 1955 ed annesso al Pakistan nella provincia del Pakistan occidentale. Quando quest'ultima provincia venne dissolta nel 1970, il territorio dell'ex stato di Makran venne organizzato nel Distretto di Makran e poi nella Divisione di Makran della Provincia del Belucistan.

## Governanti
I governanti di Makran portavano originariamente il titolo di Sardar e dal 1922 ottennero quello di Nawab. 
| Date of Reign                   | Rulers of Makran                   |
| ------------------------------- | ---------------------------------- |
| 1898–1917                       | (Sardar) Mir Mehrullah Khan Baloch |
| 1917–1922                       | Interregno                         |
| 1922 – 17 marzo 1948            | (Nawab) Mir Azam Jan Baloch        |
| 17 marzo 1948 – 14 ottobre 1955 | (Nawab) Mir Bai Khan Gichki Baloch |
| 14 ottobre 1955                 | Dissoluzione dello stato di Makran |